# UDRP
UDRP, Uniform Domain Name Dispute Resolution Policy — Единая политика разрешения доменных споров, внесудебная процедура и политика разрешения споров, касающихся доменных имён, действующая для некоторых доменных зон верхнего уровня, а именно, для всех общих (gTLD) доменов: .biz, .com, .info, .name, .net, .org и т. д., а также для некоторых национальных (ccTLD) доменов — .hk, .in и других.
Данная процедура была разработана ВОИС и принята ICANN в 1999 году.
В тех доменах верхнего уровня, где введены соответствующие правила, все регистраторы доменов и все их клиенты связаны соглашением об обязательном использовании UDRP для разрешения споров; UDRP является частью договора о регистрации доменного имени.
Рассмотрение споров в соответствии с UDRP может производиться в любом аккредитованном арбитражном органе, каковых существует несколько (список), но наиболее активно действуют два из них — Центр ВОИС по арбитражу и посредничеству (World Intellectual Property Organization Arbitration and Mediation Center) и Национальный арбитражный форум.
Процедура, установленная UDRP, от традиционной судебной процедуры отличается быстротой, дешевизной и удобством для сторон.
UDRP не препятствует переносу дела в суд соответствующей юрисдикции. В случае обращения одной из сторон в национальный суд в период рассмотрения дела арбитражным органом (или в течение 10 дней после его окончания) рассмотрение приостанавливается, а вынесенное решение не исполняется до окончания рассмотрения в суде.